# Roeboides dayi
Roeboides dayi és una espècie de peix de la família dels caràcids i de l'ordre dels caraciformes.

## Morfologia
- Els mascles poden assolir 10,9 cm de llargària total.[5]

## Alimentació
Menja invertebrats.

## Hàbitat
Viu en zones de clima tropical entre 22 °C - 28 °C de temperatura.

## Distribució geogràfica
Es troba des dels rius del vessant atlàntic de Panamà fins als rius Magdalena i Cauca, incloent-hi el riu Atrato.